# Marat Malmekbayev
Marat Malmekbayev (ur. 7 stycznia 1969) – kazachski zapaśnik w stylu klasycznym. Brązowy medal na mistrzostwach Azji w 1993 roku.